# Dendermonde Rugby Club
Le Dendermonde Rugby Club est un club de rugby à XV belge évoluant en 2017-2018 en Seniors Division 1, soit le plus haut niveau national belge de rugby à XV. Il est basé à Termonde, en Flandre.

## Histoire
Lors de la saison 1962-63, Norbert De Jongh (ASUB) et Paul De Visscher lancent un club à Termonde après un premier match organisé et perdu, le 25 mars 1962, 13-20 contre une équipe de l'ASUB. En 1964-65, le club met ses activités rugbystiques en suspens et celles-ci reprennent en 1969 sous l’impulsion de Frans Van Der Veken et de Paul De Visscher.

## Palmarès
- Championnat de 1re division (7)
  - Champion : 2012, 2016, 2017, 2018, 2023, 2024[1] et 2025
- Championnat de 2e division (2)
  - Champion : 1970, 2010
  - Vice-champion : 1988
- Coupe de Belgique (3)
  - Vainqueur : 2012, 2016 et 2019
- Coupe de l'Effort (2)
  - Vainqueur : 1988, 1995